# フランチェスコ・ミンベッリ (駆逐艦)
フランチェスコ・ミンベッリ（イタリア語: Francesco Mimbelli, D 561）は、イタリア海軍のデ・ラ・ペンネ級駆逐艦2番艦。艦名は第二次世界大戦期から冷戦期にかけての海軍軍人であり、クレタ島の戦いで勲功を上げたフランチェスコ・ミンベッリ中将に由来する。

## 艦歴
「フランチェスコ・ミンベッリ」は、フィンカンティエリリヴァ・トリゴソ造船所で1989年に起工し、1991年4月13日にアルディメントーソ（Ardimentoso）と命名され進水し、1992年6月にフランチェスコ・ミンベッリに改名され、1993年10月18日に就役する。
近年は不朽の自由作戦のためにインド洋に展開しており、海上自衛隊から洋上補給も受けている。